# اویچانگ-گو
اویچانگ-گو (به لاتین: Uichang-gu) یک منطقهٔ مسکونی در کره جنوبی است که در چانگ‌وون واقع شده‌است. اویچانگ-گو ۲۱۱٫۳۸ کیلومتر مربع مساحت و ۲۵۰٬۰۰۰ نفر جمعیت دارد.